# Greg Rogers
Gregory Francis "Greg" Rogers, född 14 augusti 1948 i Sydney, är en australiensk före detta simmare.
Rogers blev olympisk silvermedaljör på 4 x 200 meter frisim vid sommarspelen 1968 i Mexico City.